# Chiesa dei Santi Grisanto e Daria (Reggio Emilia)
La chiesa dei Santi Grisanto e Daria è la parrocchiale di Roncadella, frazione di Reggio Emilia, in provincia di Reggio Emilia e diocesi di Reggio Emilia-Guastalla; fa parte del vicariato della Valle del Secchia.

## Storia
La presenza di una chiesa a Roncadella è attestata già nel XII secolo ed era inizialmente sottoposta alla pieve di Fogliano, come certificato da una decima del 1302.
Dalla relazione della visita pastorale del vescovo di Reggio nell'Emilia Gianagostino Marliani s'apprende che tale chiesetta, descritta come antica, era di piccole dimensioni ed era soffittata; inoltre, era dotata della sagrestia e sul lato meridionale sorgeva la casa canonica.
Nel XVIII secolo fu edificato il campanile e la canonica subì un ingrandimento.
La nuova parrocchiale è frutto del rifacimento condotto tra il 1822 e il 1825; l'edificio venne poi ristrutturato nel 1865.
Nel 1996 il terremoto arrecò alcuni danni alla struttura, che venne restaurata e consolidata nel 2000.

## Descrizione

### Esterno
La facciata della chiesa è tripartita da quattro lesene aggettanti sopra le quali è impostato il timpano spezzato nella parte centrale inferiore; si apre inoltre il portale d'ingresso, sovrastato da un riquadro, da una finestra murata e un oculo anch'esso oppilato.

### Interno
L'interno è costituito da una sola navata, sulla quale si affacciano delle piccole cappelle laterali e scandita da lesene doriche sopra le quali corre il fregio; nell'aula il pavimento è di piastrelle di marmo.
Nel presbiterio, terminante con l'abside semicircolare, è collocato l'altare maggiore, caratterizzato dalla scagliola policroma.